# فرانک فروجت
فرانک فروجت (انگلیسی: Frank Froggatt؛ 21 March 1898 – ۱۹۴۴ (۴۵−۴۶ سال)) بازیکن فوتبال بود.